# カタルモア
『カタルモア』は、日本の歌手・南條愛乃が2012年12月12日にジェネオン・ユニバーサルから発売した1枚目のミニアルバム。

## 内容
声優であり、fripSideのメンバーである、南條のソロメジャーデビュー作品。
タイトルは「語る」と、もっとを意味する「more」を合わせた造語で、声優やファンとしてではなく、一人の人間としてもっと沢山話そう、という想いが込められている。また、キャラクターソングを歌う声優や、fripSideのメンバーではない、「等身大の自分」をテーマとしている。
なお、当初は2012年11月14日に発売される予定であったが、制作上の都合により同年12月12日に発売日が延期された。

## 収録曲
1. blue [3:00]
作詞：南條愛乃
作曲：shilo
編曲：石川智久
神秘的でインストのような楽曲をオーダーして制作された。海底から海面に浮上していく中で外界への興味や、自分自身の存在に気付いていく「誕生」をテーマにしており、水の効果音が使用されている[4]。また、曲中にある仕掛けがされている。
2. 飛ぶサカナ [4:05]
作詞・作曲：しほり
編曲：中西亮輔
前曲の内容と繋がっており、浮上して光る水面を勢いよく飛び出した先をテーマに、空を飛ぶイメージで制作された楽曲[4]。
3. 光 [4:12]
作詞・作曲：しほり
編曲：中西亮輔
タイトルとは裏腹の夜をイメージした内容で、南條は歌詞のイメージをしほりに伝える際に、キーワードと一緒に、頭の中にあるイメージを絵に描いて伝えたという[4]。
4. リトル・メモリー [4:35]
作詞：南條愛乃
作曲：三輪智也
編曲：Adoriano Spinesi
センチメンタルだけど前向きをテーマに、幼き頃の自分と大人の自分を重ねて描いている[4]。
5. iD* [3:53]
作詞：南條愛乃
作曲・編曲：菊田大介
「光」同様、キーワードを集めて絵を描いた上で制作された。歌詞は今の自分を見つめて、奮い立たせていくイメージで書かれている[4]。
6. カタルモア [4:01]
作詞・作曲・編曲：しほり
今作の表題曲。伴奏はピアノのみで、生音にこだわるという点と、雰囲気を大事にしようという点で、初の同録で行われた[4]。

## 参加ミュージシャン
- 南條愛乃：Vocal (全曲)

Additional Musician
- 松井洋平：英文作成 (#1)
- 高橋諒：Guitar & Bass (#2,3)
- 山口隆志：Guitar (#4)
- 加納望：Guitar (#5)
- しほり：Piano (#6)